# Hirne (Miejska Rada w Szachtarsku)
Hirne (ukr. Гірне) – wieś w obwodu donieckiego Ukrainy, podporządkowana Miejskiej Radzie w Szachtarsku.
Miejscowość liczy 1409 mieszkańców.